# Ниагара (картина)
«Ниага́ра» (англ. Niagara), или «Ниага́рский водопа́д» (англ. Niagara Falls) — картина, написанная американским художником Фредериком Эдвином Чёрчем (Frederic Edwin Church, 1826—1900) в 1857 году. Принадлежала галерее Коркорана в Вашингтоне, после расформирования которой в 2014 году перешла в собрание Национальной галереи искусства. Размер картины — 101,6 × 229,9 см.

## Описание
На картине изображён вид с канадской (то есть западной) стороны на Ниагарский водопад — точнее, на его часть, называемую «Подковой» (англ. Horseshoe Falls). Изображение водопада занимает бо́льшую часть картины. На картине нет практически ничего созданного человеческими руками — только красота и могущество природы, дополненные мастерски созданным впечатлением находящейся в постоянном движении воды. В брызгах водопада видна радуга. Точка обзора, выбранная художником, драматична и уникальна — она оставляет позади «каноническую банальность» многих других картин и вовлекает зрителя непосредственно в сцену, как будто он находится в воздухе или даже в воде.

## История
Фредерик Эдвин Чёрч начал делать подготовительные наброски Ниагарского водопада в 1856 году. В марте 1856 года он написал картину «Ниагара с острова Гоут, зима» (Niagara from Goat Island, Winter; остров Гоут — дословно «козий остров»). В 1856 году Чёрч ещё дважды — в июле и в конце августа — ездил к Ниагарскому водопаду, рассматривая его с разных сторон и выбирая подходящую точку. Он сделал множество карандашных зарисовок, а также этюдов маслом. После возвращения в свою студию, основываясь на своих зарисовках и этюдах, Чёрч решил написать вид на Ниагарский водопад с канадской стороны. Написание картины заняло у него меньше двух месяцев, и она получила название «Ниагарский водопад» (Niagara Falls).
Показ картины «Ниагарский водопад» начался в Нью-Йорке в апреле 1857 года (по другим данным, 1 мая 1857 года). Это было организовано как выставка одной картины в коммерческой галерее Williams, Stevens, and Williams, находившейся на Бродвее. Первые два дня доступ к картине был бесплатным, и картина с самого начала вызвала огромный интерес публики — выставку посетили тысячи человек.
После этого, в июне 1857 года картина выставлялась в Лондоне, затем — в Глазго, Манчестере и Ливерпуле, а в сентябре 1858 года возвратилась в Нью-Йорк. Она была куплена галереей Williams, Stevens, and Williams за весьма значительную по тем временам сумму в 4500 долларов (2500 за саму картину и 2000 за авторские права). Это сразу же сделало Чёрча одним из самых обеспеченных художников США, а купившая «Ниагарский водопад» галерея впоследствии многократно окупила свои затраты продажей репродукций картины.
На следующий год картина выставлялась в Балтиморе, Вашингтоне, Ричмонде и Новом Орлеане. В 1867 году она была послана на Всемирную выставку в Париже. К тому времени уже использовалось более короткое название картины — «Ниагара».
В 1876 году картина «Ниагара» была куплена у нью-йоркской галереи Уильямом Уилсоном Коркораном из Буффало за 12 500 долларов. Так как город Буффало расположен недалеко от Ниагарского водопада, многие туристы имели возможность ознакомиться с картиной Чёрча перед посещением самого водопада.
После расформирования галереи Коркорана в 2014 году картина перешла в собрание Национальной галереи искусства.

## Другие картины
Кроме «Ниагары», Чёрч написал несколько других картин с изображениями Ниагарского водопада. Наиболее известная из них — «Ниагарский водопад с американской стороны» (Niagara Falls, from the American Side), написанная в 1867 году и находящаяся в коллекции Национальной галереи Шотландии.